# Чимни Рок Вилиџ (Северна Каролина)
Чимни Рок Вилиџ (енгл. Chimney Rock Village) град је у америчкој савезној држави Северна Каролина.

## Демографија
По попису из 2010. године број становника је 113, што је 62 (-35,4%) становника мање него 2000. године.
| Група             | 2000.       | 2010.       |
| Белци             | 164 (93,7%) | 111 (98,2%) |
| Афроамериканци    | 0 (0,0%)    | 1 (0,9%)    |
| Азијати           | 0 (0,0%)    | 0 (0,0%)    |
| Хиспаноамериканци | 7 (4,0%)    | 0 (0,0%)    |
| Укупно            | 175         | 113         |